# Dreikronenkrieg
Der Dreikronenkrieg (auch als Nordischer Siebenjähriger Krieg bezeichnet) zwischen Dänemark und Schweden von 1563 bis 1570 war Teil der Nordischen Kriege. Benannt wurde er nach den schwedischen drei Kronen im dänischen Wappen. Im Frieden von Stettin gab Schweden 1570 Livland ab und zahlte Reparationen an die deutsche Hanse.

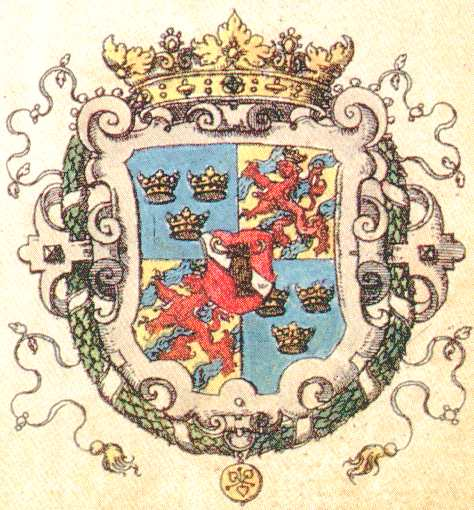
Schwedisches Wappen
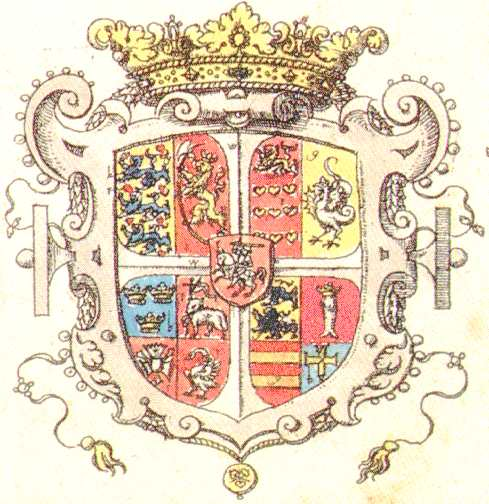
Dänisches Wappen

## Vorgeschichte
Schweden war 1523 aus der Kalmarer Union ausgetreten und unter Gustav I. Wasa ein unabhängiges Königreich geworden. Als der dänische König Christian III. dennoch die schwedischen drei Kronen in sein eigenes Wappen einfügte, wurde dies von schwedischer Seite als Beweis dafür gesehen, dass Dänemark weiterhin Anspruch auf Schweden erhob.
Trotzdem gab es gemeinsame Bestrebungen mit Dänemark, die Vorherrschaft in der Ostsee zu sichern. Sie waren Verbündete im Livländischen Krieg, um Russlands Drang an die Ostseeküste zu stoppen, und kämpften gemeinsam gegen die Macht der Hanse.
Nach dem Tod von Gustav I. Wasa und Christian III. übernahmen neue ehrgeizige Monarchen die Macht in beiden Ländern – Erik XIV. in Schweden und Friedrich II. in Dänemark. Schweden eroberte 1561 Estland und durchkreuzte damit Dänemarks Pläne, dieses einst (bis 1346) dänische Gebiet zurückzugewinnen.

## Kriegsbeginn
Unausweichlich wurde der Krieg, als Dänemark im Februar 1563 Gesandte von Erik festhielt, die dieser nach Hessen geschickt hatte, um Heiratsverhandlungen mit der dortigen Prinzessin Christine von Hessen aufzunehmen. Etwa gleichzeitig hatte Erik das dänische und das norwegische Wappen in sein Wappen integriert. Die Hansestadt Lübeck, ohne großen Rückhalt in der Hanse, schloss sich im Juni Dänemark an, weil Schweden den Handel mit Russland behinderte. Im Herbst folgte Polen, das sich weiteren Machtgewinn im Ostseeraum erhoffte. Als die schwedische Flotte mit der Verhandlungsdelegation von Rostock zurücksegelte, vernichtete sie am 30. Mai 1563 in der Seeschlacht vor Bornholm ein dänisches Geschwader. Im Juni 1563 folgte darauf die dänische Kriegserklärung an Schweden.

## Kriegsverlauf

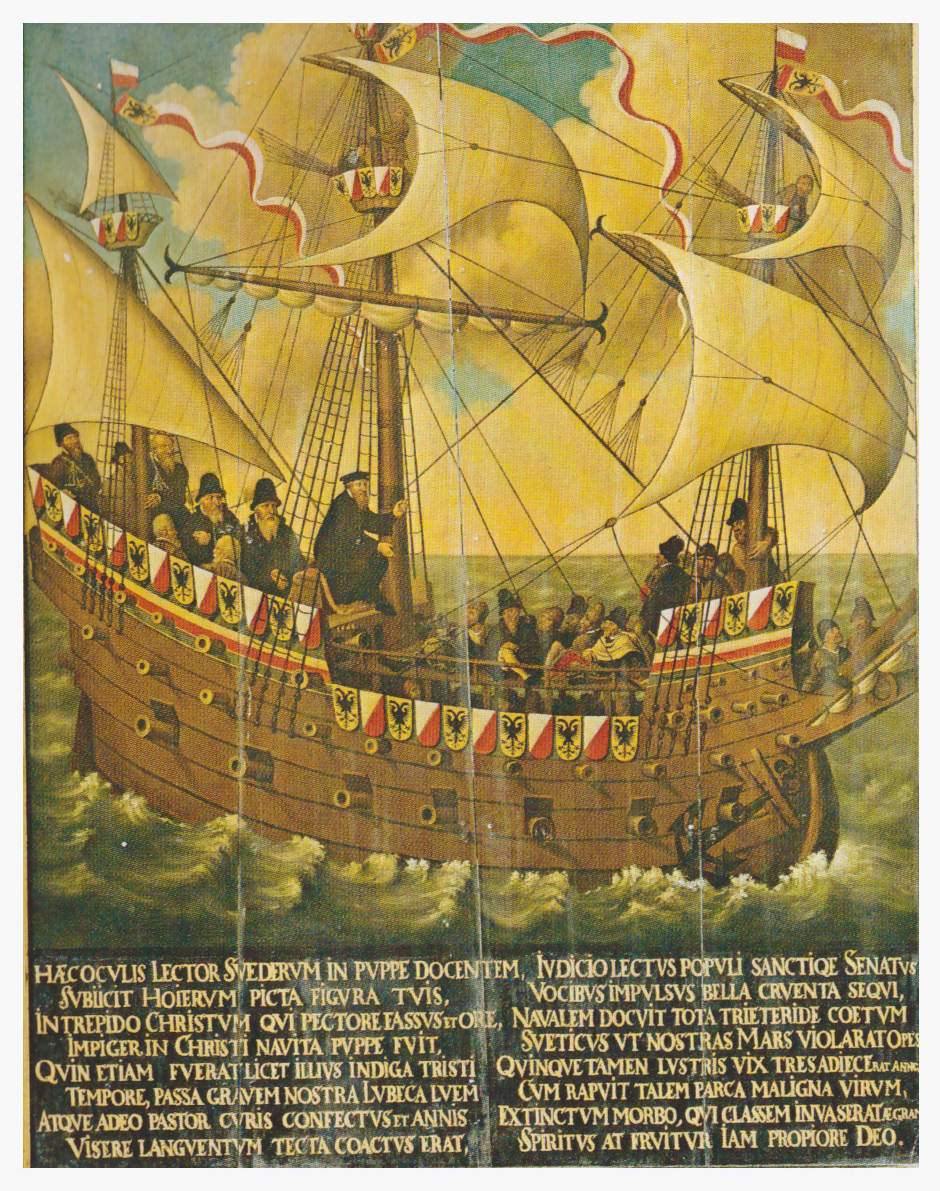
Denkgemälde für den Prediger auf der Lübecker Flotte Sweder Hoyer. Er verstarb 1565 im Krieg an einer Seuche.

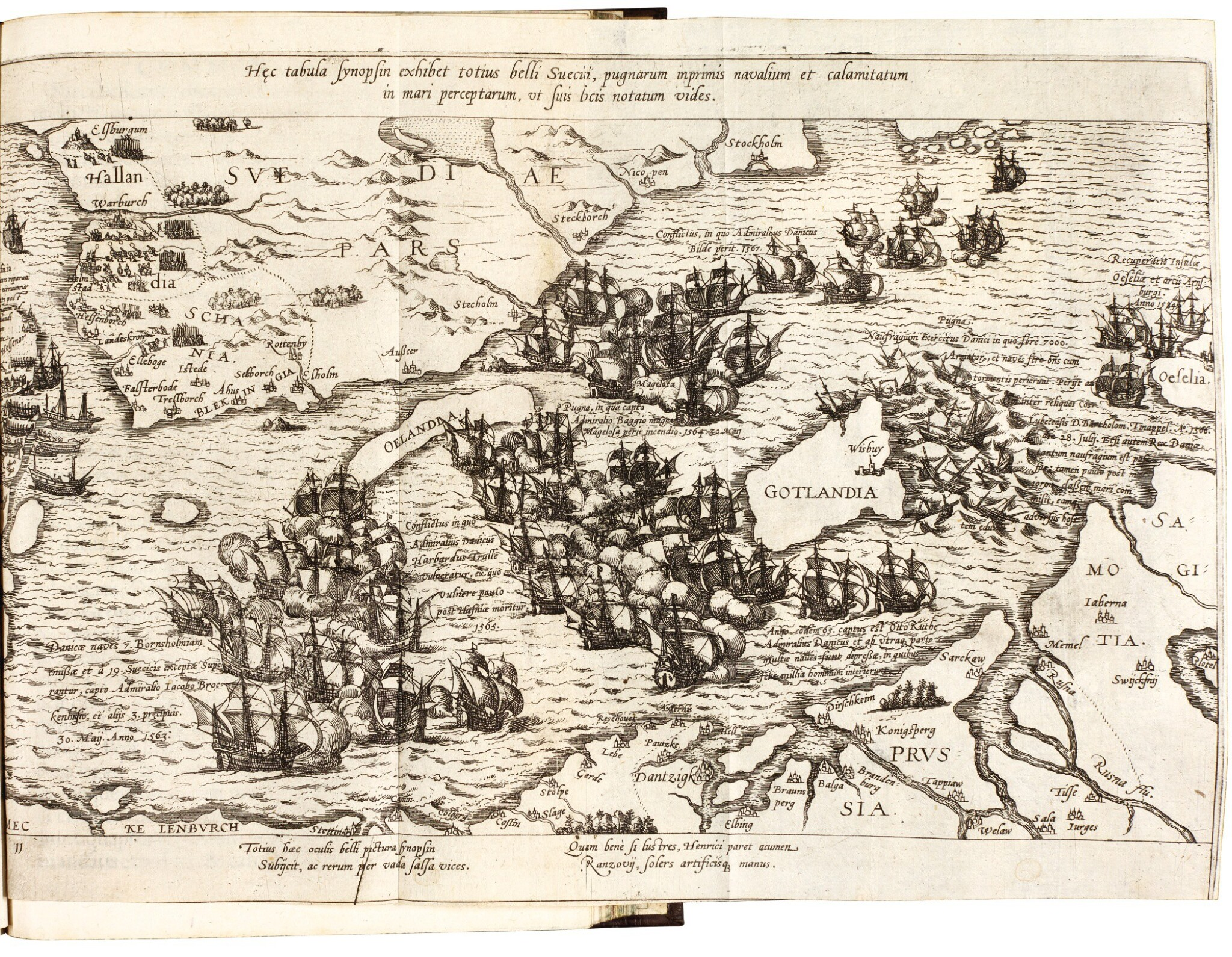
Fünf verlustreiche Seeschlachten in drei Jahren schwächten Dänemark weniger als der darauffolgende Untergang der dänisch-lübischen Flotte im Sturm vor Visby 1566

Die Kämpfe fanden hauptsächlich im Süden Schwedens statt und führten zu einem ständigen Wechsel der Machtverhältnisse in dieser Region. So fiel die Festung Älvsborg am 4. September 1563 an Friedrich II. von Dänemark und Norwegen. Gekämpft wurde jedoch nicht nur an Land, sondern auch und hauptsächlich auf der Ostsee. Die Seeschlachten bewirkten ein in Europa viel beachtetes maritimes Wettrüsten der Parteien, das zu Neuerungen im Kriegsschiffbau führte. Während zuvor die Konstruktion fast ausschließlich auf den Enterkrieg und Transport von Landsknechten und Söldnertruppen zur Anlandung am Ort eines Landkonfliktes ausgerichtet war, gewann für die Seekriegsführung der Kampf auf Artilleriedistanz an Bedeutung. Die eingesetzten Linienschiffe wurden daher bedeutend größer.
Nach anfänglichen Verlusten konnte die schwedische Flotte Ende 1565 einige entscheidende Siege erringen und war danach für längere Zeit Herrin im Ostseeraum. Im Jahr 1562 kam es unter dem dänischen Admiral Peder Skram zu keinen größeren Seegefechten. Erst im Folgejahr unter seinem Nachfolger Herluf Trolle kam es am 30. Mai 1563 zu einem ersten Seegefecht in der mittleren Ostsee bei der Insel Bornholm. Im Folgejahr 1564 kam es wiederum am 30. Mai zur (ersten) Seeschlacht des Krieges zwischen den Inseln Öland und Gotland. Den mit den Dänen verbündeten Lübeckern unter Admiral Friedrich Knebel gelang es, das schwedische Flaggschiff Makelös zu entern und den schwedischen Admiral Jakob Bagge sowie dessen Stellvertreter Arved Trolle gefangen zu nehmen. Die Makelös sank kurz nach dem Entern durch eine Explosion. Dieser Zwischenerfolg erleichterte die Finanzierung und begünstigte das Wettrüsten unter den Parteien. Weitere Seegefechte folgten am 12. Juli vor Warnemünde und am 14. August 1564 erneut zwischen Öland und Gotland, bei dem die Schweden unter dem Befehl ihres Admirals Claus Horn standen. Im Folgejahr 1565 trafen die Parteien nach einem Gefecht vor der Küste Pommerns am 21. Mai erneut am 4. Juni im Seegebiet der Mecklenburger Bucht aufeinander. Der dänische Admiral Herluf Trolle starb drei Wochen nach der Schlacht an den Folgen seiner Verletzungen in Kopenhagen. Schon am 7. Juli 1565 kam es zu einer weiteren Seeschlacht im Seegebiet zwischen den Inseln Bornholm und Rügen.
Bartholomeus Tinnappel als Bürgermeister von Lübeck und kommandierender Admiral der Hanseflotte lieferte sich im Juli 1566 mit den Schweden ein Seegefecht zwischen den Inseln Öland und Gotland. Am 19. Juli 1566 sank nach diesem Gefecht eine große Anzahl der Kriegsschiffe der dänisch-lübischen Flotte, weil der Ankerplatz für das Wetter ungünstig war. Dänemark und die Hanse verloren damit einen Großteil ihrer Seemacht.
Landseitig war es bereits am 20. Oktober zur Schlacht bei Axtorna gekommen und am 9. August 1566 trafen die Parteien des Krieges in der Schlacht von Brobacka bei Alingsås aufeinander.
1567 fielen schwedische Truppen in Norwegen ein, doch gleichzeitig verfiel Erik XIV. in einen Verwirrungszustand, was die schwedische Kriegsführung einschränkte. Auch die dänische Seite war erschöpft und nach Eriks Absetzung als König ruhten die Kriegshandlungen zeitweilig.
Schon in den ersten Kriegsjahren gab es verschiedene Versuche, den Streit friedlich zu lösen. Unter anderem setzten sich die deutschen Kaiser Ferdinand I. und Maximilian II. für Verhandlungen ein. Während des Aufstandes von Johann III. gegen seinen Bruder führte er Verhandlungen mit Dänemark, die am 18. November 1568 zum Vertrag von Roskilde führten. Dieser wurde jedoch schon 1569 von schwedischer Seite gebrochen und die Kämpfe begannen erneut.

## Kriegsende
Ein erneuter Vermittlungsversuch von Maximilian II. führte schließlich am 13. Dezember 1570 zum Frieden von Stettin. Schweden ließ seinen Anspruch auf Schonen, Halland, Blekinge und Gotland fallen und der Streit um die drei Kronen wurde auf spätere Verhandlungen vertagt. Aufgrund seiner isolierten Stellung und der drohenden Gefahr von russischer Seite musste Schweden auch seine Besitztümer in Livland abgeben und beträchtliche Geldsummen an die deutsche Hanse zahlen.

## Endnoten
1. ↑  Zur Schiffbauentwicklung im Zuge des Wettrüstens: siehe auch: Adler von Lübeck
2. ↑  Antjekathrin Graßmann (Hrsg.): Lübeckische Geschichte. 2., überarbeitete Auflage. 1989, S. 422.